# Joseph und die Frau des Potiphar (Murillo)
Joseph und die Frau des Potifar ist ein Gemälde des spanischen Malers Bartolomé Esteban Murillo. Das Gemälde gehört zum Bestand der Sammlung der Gemäldegalerie Alte Meister in Kassel.

## Historischer Kontext
Die Ausbreitung des Jesuitenordens in der Zeit der Gegenreformation prägte die Entstehungszeit des spanischen Gemäldes. Zudem hatte die italienische Kunst Einfluss, da Teile Italiens zu Spanien gehörten. Murillos großformatiges Gemälde entstand um 1645.

## Bildinhalt
Thema des Bildes ist die gleichnamige Erzählung aus dem 1. Buch Mose (Gen 39,7–21 ), die von zahlreichen bildenden Künstlern bearbeitet wurde: Potifar, der Befehlshaber der Leibwache des Pharaos, kauft Jakobs Lieblingssohn Joseph von midianitischen Händlern als Sklaven. Joseph erwirbt sich schnell das Vertrauen seines Herrn und wird Aufseher über Potifars Besitz. Dessen Frau verliebt sich in Joseph und versucht ihn zu verführen. Als Joseph sich ihr entwindet, bleibt sein Mantel in ihren Händen zurück. Enttäuscht und erzürnt beschuldigt die Frau nun Joseph, sie bedrängt zu haben, woraufhin er ins Gefängnis geworfen wird.
Auf dem Ölgemälde sitzt Potifars Frau in der rechten Hälfte des Bildes barfuß und mit entblößter Brust auf ihrem Bett. Sie greift nach dem gelb getönten Umhang, der noch über Josephs linker Schulter hängt. Dieser, im Gegensatz zu der Frau mit einer Art Tunika und Schuhwerk voll bekleidet, flieht auf der linken Seite des Bildes mit dramatischer Gestik. Seine Hände sind erhoben, die Finger gespreizt, er macht einen Ausfallschritt auf einem bunten Teppich von dem mit Kissen und Decken reich ausgestatteten Lager weg. Sein Blick ist dabei zurück gerichtet zu Potifars Frau, die ihrerseits zu ihm aufblickt. Die hellen Textilien und Hautpartien heben sich in hartem Kontrast von den dunkleren Bildpartien ab.
Karl Julius Weber, der die Kassler Kunstwerke im 19. Jahrhundert besichtigte, kommentierte das Gemälde eher abwertend und fand „die Dame zwar feurig“, sie habe „aber so schlappe Brüste, daß es Joseph nicht schwer gefallen seyn kann sie und seinen Mantel im Stich zu lassen!“ Dieselbe Kritik hatte schon einige Jahre vorher Ernst August Friedrich Klingemann geäußert.

## Malerischer Stil
Das monumentale Frühwerk Murillos zeigt sich in seinem pointierten Realismus, in seinen Hell-Dunkel-Kontrasten und besonders in seinem von Francisco de Zurbarán und Michelangelo Merisi da Caravaggio beeinflussten Kolorit.

## Datierungsversuche und Frage der Echtheit
Das Gemälde ist signiert. Seine Echtheit wurde aber wegen seiner Dramatik und Härte mehrmals bezweifelt. Jürgen Michael Lehmann setzte es in die Zeit um 1645 bis 1648.

## Provenienz
Das Bild wurde vor 1775 von Friedrich II. von Hessen-Kassel angekauft.